# Dimorphanthera antennifera
Dimorphanthera antennifera är en ljungväxtart som beskrevs av P.F.Stevens. Dimorphanthera antennifera ingår i släktet Dimorphanthera och familjen ljungväxter. Inga underarter finns listade i Catalogue of Life.